# 1580 în literatură
- 1519 în literatură — 1580 în literatură — 1521 în literatură

Anul 1580 în literatură a implicat o serie de evenimente semnificative. 

## Cărți noi
- Concordia

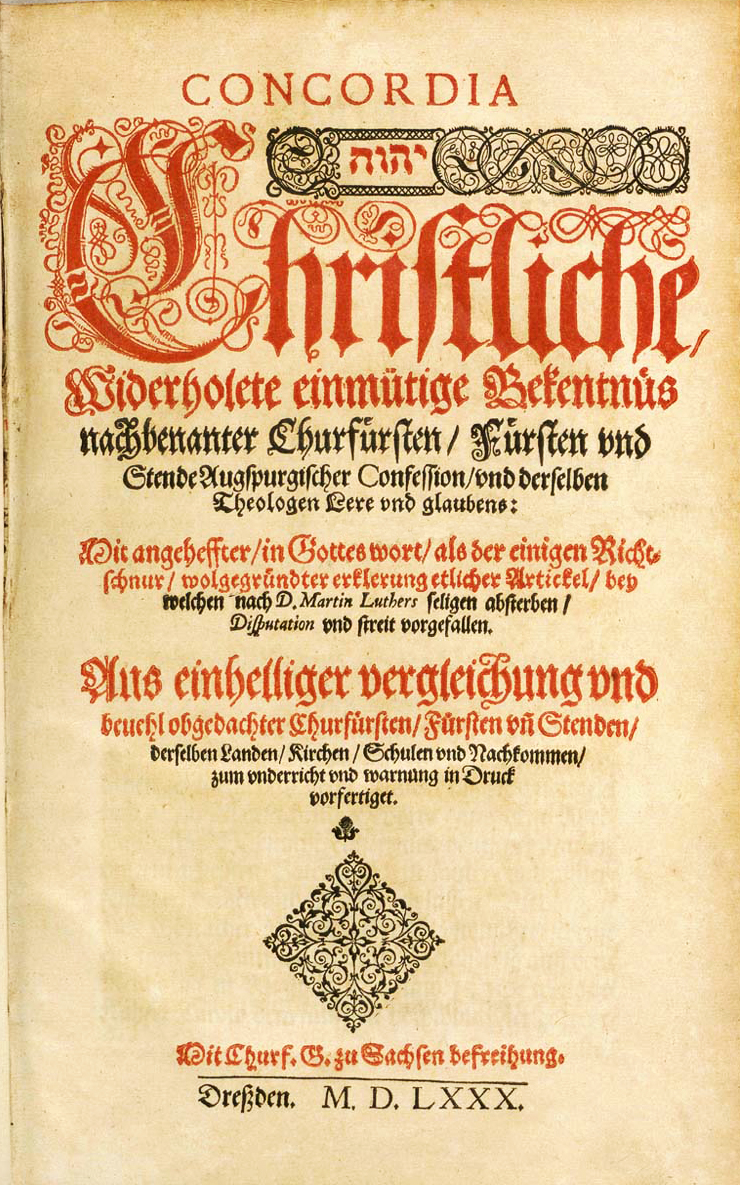
Concordia

- Jean Bodin - De la demonomanie des sorciers
- John Lyly - Euphues and his England
- Michel de Montaigne - Essais

## Decese
Format:1580